# Topolino & Pippo in: I predatori del tempio perduto
Topolino & Pippo in: I predatori del tempio perduto è una storia a fumetti con personaggi della Disney scritta da Bruno Sarda e disegnata da Maria Luisa Uggetti, pubblicata in due parti sul numero 1724 di Topolino dell'11 dicembre 1988. La storia è nota anche con il titolo Topolino & Pippo in "I predatori del tempio perduto".

## Personaggi
La storia vede la prima apparizione del cugino di Pippo, Indiana Pipps, e del suo avversario, il dottor Kranz.
Nonostante il chiaro riferimento con il personaggio di Indiana Jones e al primo film della omonima saga, I predatori dell'arca perduta, il personaggio di Indiana Pipps, in base a quanto affermato dal creatore, è ispirato principalmente al bonelliano Martin Mystère.

## Trama
Indiana Pipps arriva a Topolinia per una visita a suo cugino Pippo. In realtà questa è solo una "copertura" per depistare Kranz, archeologo suo rivale, che lo stava seguendo. Il vero obiettivo di Indiana era partire alla volta di una piramide azteca che si trova a qualche centinaio di miglia da Topolinia, nella regione di Los Diablos. Kranz, che spia dalla finestra, sente tutto ma non della regione di Los Diablos, perché Indiana, prima di dire il luogo preciso, ha volutamente chiuso la finestra.
Kranz continua a sentire il resto del discorso dal comignolo della casa, dopo essere salito sul tetto tramite una scala che Pippo aveva dimenticato. Pippo ritira la scala di li a poco, facendo cadere Kranz dal tetto. 
Questi fugge, ma Indiana lo riconosce e capisce che la sua speranza di raggiungere indisturbato il tempio è sfumata.
Topolino ha un'idea per far sì che Indiana possa partire senza essere seguito: far scambiare i vestiti ai due cugini in modo da convincere Kranz che Indiana Pipps sia rimasto in casa di Pippo e che quest'ultimo sia partito per una gita con Topolino.
I due cugini accettano e Indiana avvisa Pippo di non dire ad anima viva dove sono diretti e di non fidarsi di nessuno in quanto Kranz è un abile trasformista.
La missione di Indiana e Topolino comincia tra varie gag, in una delle quali si scopre che Indiana Pipps ha adottato l'abitudine di leggere la cartina al contrario così da depistare i suoi inseguitori (cosa che lascia allibito il topo).
Kranz intanto continua a spiare quello che crede essere Indiana in casa di Pippo e si accorge che questi legge il giornale dritto e non alla rovescia come Indiana è solito fare. 
Decide di controllare travestendosi e spacciandosi per un vecchio assistente che Indiana Pipps avrebbe conosciuto durante una missione in Egitto. 
Offre a Pippo una delle liquirizie Negritas, di cui Indiana Pipps va matto, ma che non piacciono a nessun altro. Quando Pippo sputa disgustato la caramella di liquirizia Kranz ha la conferma dei suoi sospetti.
Pippo, vistosi scoperto e credendo che l'uomo che ha davanti sia realmente un assistente di Indiana, gli dice la verità e, dopo varie suppliche da parte dell'uomo, rivela anche il luogo esatto in cui si trovano l'amico e il cugino. 
Intanto Indiana Pipps e Topolino viaggiano a piedi fra radici, erbe e zanzare, fino a scoprire che avrebbero potuto fare quel viaggio comodamente in macchina in quanto quel punto viene raggiunto da una autostrada. Indiana lo sapeva, ma come aveva già spiegato altre volte all'inizio della storia, un archeologo dell'avventura non sceglie mai la via più comoda. Il viaggio continua comunque a piedi perché da lì in poi non arrivano le auto. 
Dopo altre vicissitudini e gag, il duo arriva in vista di un idoletto, segnato sulla mappa di Indiana e che indica la presenza di un albero cavo.
Una volta scesi all'interno dell'albero tramite una scala a pioli, Topolino vede una porta davanti a loro e la apre trovando al suo interno Pippo e Kranz (questi ancora travestito) davanti a un muro con un affresco che riproduce un sole.
Come spiegherà Kranz, lui e Pippo erano arrivati per primi prendendo l'autostrada e risparmiando così giorni di marcia.
Quando Pippo vede il cugino si crea uno sketch comico: Pippo dice a Indiana di "avergli portato il suo assistente" al che Indiana afferma "Ma quale assistente d'Egitto!" e Pippo ribatte, "Si proprio lui!". 
Dopo ciò il falso assistente viene smascherato dall'archeologo.
Kranz è convinto che Indiana sia a conoscenza di un cunicolo che conduca al tempio e lo minaccia con una pistola pur di farsi dire dove si trovi. Indiana afferma che le sue carte parlano solo di un tempio che sorge sotto i raggi del sole, al che Pippo dice che l'unico sole è quello dipinto sul muro e bussa sul medesimo facendo scattare casualmente un meccanismo. Una sezione del muro, subito sotto il dipinto, si apre e ne fuoriesce una mensola su cui è poggiata una piramide azteca in oro: il tempio sotto i raggi del sole si riferiva a quello. 
Subito Indiana Pipps e Kranz litigano su chi debba essere accreditato della scoperta e nel frattempo Pippo solleva la piramide dalla sua base, facendo scattare un altro meccanismo, stavolta di difesa, che provoca il crollo e la distruzione del tempio. 
I quattro protagonisti fanno appena in tempo a risalire dall'uscita nell'albero mentre tutto quanto l'edificio sotterraneo va completamente distrutto.
Kranz è il più spaventato di tutti e scappa via. Nel farlo perde un foglio che si rivela essere la copia di una preziosa mappa che conduce a un'altra piramide perduta, nel cuore dell'Africa. Indiana Pipps pregusta già una nuova avventura tra leoni, coccodrilli e altre belve feroci, al che Pippo e Topolino si allontanano dicendo che lo lasciano alle sue avventure.

## Altre pubblicazioni
- I Classici di Walt Disney n. 202 (1993)
- I Classici di Walt Disney n. 330 (2004)